# Slätsporig svedjeskål
Slätsporig svedjeskål (Plicaria endocarpoides) är en svampart som först beskrevs av Miles Joseph Berkeley, och fick sitt nu gällande namn av Rifai 1968. Slätsporig svedjeskål ingår i släktet Plicaria och familjen Pezizaceae.  Arten är reproducerande i Sverige. Inga underarter finns listade i Catalogue of Life.